# Aus-Rotten
Aus-Rotten var ett hardcorepunkband som grundades i början av 1990-talet i Pittsburgh, Pennsylvania, USA.  De blandade  direkt aktion-attityden från tidigt 1980-tal, med anarkopunk med en ny, hårdare stil. Många av deras sånger är kritiska mot staten, kapitalism, sexism, religion, hur djuren behandlas, och andra kontroversiella ämnen. [källa behövs]
Bandet är kanske inte mest känt för sin musikalitet, utan mer för sina radikala, vassa, och iögonfallande låttexter (exempelvis "People Are Not Expendable, Government Is" och "As Long As Flags Fly Above Us, No One's Really Free"), som för sina starka antifascistiska åsikter.
Aus-Rotten bröt upp för gott tidigt år 2001 och medlemmarna har gått över till grupper som Caustic Christ och Behind Enemy Lines.

## Diskografi
- We Are Denied... They Deny It Demo (1992)
- Anti-Imperialist EP (1993)
- Fuck Nazi Sympathy 7 (1994)
- The System Works For Them (1996)
- Not One Single Fucking Hit Discography (1997)
- ...And Now Back To Our Programming (1999)
- The Rotten Agenda (2001)

## Medlemmar

### Nuvarande medlemmar
- Corey Lyons - Bas
- Dave Trenga - Sång
- Eric Good - Gitarr, sång
- Bill Chamberlain - Gitarr
- Matt Garabedian - Trummor
- Adrienne Droogas - Sång

### Före detta medlemmar
- Ajax - Gitarr
- Richie Carramadre - Trummor
- Doug Weaver - Trummor
- Pat Crawford - Trummor
- Tim Williams - Trummor